# José Bojórquez
José „Pepe“ Bojórquez (José Manuel Ochoa Bojórquez) ist ein mexikanischer Filmproduzent, Regisseur und Drehbuchautor.
Bojórquez erwarb den Master of Fine Arts im Fach Regie an der School of Cinema-Television der University of Southern California, absolvierte ein Postgraduiertenstudium in den Fächern Marketing und Management an der Harvard University und ein Studium am Monterrey Institute of Technology mit Abschluss als Bachelor. Er realisierte als Produzent, Regisseur und Drehbuchautor mehr als zwanzig Kurzfilme (u. a. The Golden Rose, Everything That I am und Virus Man) und erhielt dafür mehrere Preise, darunter den Directors Guild of America Student Film Award für Regie, den Kodak Award, den Barbara Corday Award und den Cinema Circulus Award.
Sein erster Spielfilm war die mexikanisch-amerikanische Produktion Sea of Dreams (2006), in der u. a. Sônia Braga, Seymour Cassel, Johnathon Schaech, Nicholas Gonzalez, Angélica María und Sendi Bar mitwirkten. Er wurde für den Film mit der Diosa de Plata der Periodistas Cinematográficos de México ausgezeichnet. Sein zweiter Spielfilm, ebenfalls eine mexikanisch-amerikanische Produktion, war Hidden Moon (2012) mit Wes Bentley, Ana Serradilla, Osvaldo de Leon, Alejandra Ambrosi, Héctor Jiménez, Johnathon Schaech und Linda Gray. Für beide Filme komponierte Luis Bacalov die Musik. 2014 wurde sein Episodenfilm Legends uraufgeführt.

## Weblink
- Homepage José Pepe Bojórquez